# Будівельна група «Синергія»
Будівельна група «Синергія» — українська девелоперська і будівельна компанія, заснована у 2010 році Ігорем Оверком.
Група проектує, будує, реалізує та здійснює експлуатацію житлових будинків комфорт класу на основі власних архітектурних, проектних, будівельних та ландшафтних рішень.
Географія діяльності — Україна з фокусом на Київську область та місто Ірпінь.
У складі групи — архітектурне бюро, будівельна компанія, центр продажів і обслуговуюча компанія.

## Історія
З 2010 — Будівельна фірма Синергія, з 2013 — Будівельна група Синергія, заснована Ігорем Оверком.
Власна служба експлуатації житлових будинків "Обслуговуюча компанія «Синергія Сервіс» була створена в 2016 році.

## Діяльність
Станом на початок 2019 групою збудовано 250 тисяч м2 житла в рамках 20 проектів.
Найвідоміші збудовані проекти:
- Житловий комплекс «ЖК Синергія»
- Житловий комплекс «Синергія 2»
- Житловий комплекс «Синергія 2+»
- Житловий комплекс «Синергія 3»
- Житловий комплекс «Green Side»
- Житловий комплекс «Синергія Сіті»

У процесі будівництва:
- Житловий комплекс «Синергія 3+»[4]
- Житловий комплекс «City Park»[5].
- Житловий комплекс «Синергія Сіті»[6]
- Житловий комплекс «Синергія Київ»[7]

Група комплексно розвиває інженерну та соціальну інфраструктуру через будівництво комунальних дитячих садків, реконструкцію доріг, встановлення власних систем освітлення вулиць, зупинок транспорту, реконструкцію парків та інше.
Група реалізує соціальні проекти:
- розвиток мотиваційних програм для обдарованої молоді міста[9],
- популяризація здорового способу життя шляхом підтримки спортивних клубів, забігів;
- створення умов для розвитку власного бізнесу для учасників АТО.

## Відзнаки
- Регіональна будівельна компанія року (2018)[10]
- триразовий переможець міжнародного конкурсу «Вибір року» в Україні — 2021 в номінації «Девелоперська компанія року в передмісті Києва» (2018, 2019, 2020).[11]
- перемога у номінації «Житловий комплекс року» — премія Ibuild-2021 від Конфедерації будівельників України[12]